# ووووساته
ووووساته (به لاتین: Wołosate) یک روستا در لهستان است که در گمینا لوتوویسکا واقع شده‌است. ووووساته ۴۴ نفر جمعیت دارد.